# NGC 1820
NGC 1820 (другое обозначение — ESO 85-SC39) — звёздное скопление в созвездии Золотой Рыбы, расположенное в Большом Магеллановом Облаке.
Этот объект входит в число перечисленных в оригинальной редакции «Нового общего каталога».
Имеет размеры 8′ на 5′. Содержит несколько маленьких слабых звёздных скоплений, два из которых (NGC 1814 и NGC 1816) заметил Джон Гершель.